# 劉建韶
劉建韶（1797年5月16日—1861年），字克和，號聞石，福建福州府長樂縣人，道光甲午科鄉試舉人，殿試三甲，銓選知縣，欽取咸安宮教習第一名。欽點即用知縣分發陝西。道光十六年署寶雞縣知縣、二十年署韓城縣知縣，二十一年署西安府孝義廳同知，二十三年署臨潼縣知縣，二十六年調漢中府定遠廳同知、二十九年署理興安府知府、咸豐二年署榆林府知府，咸豐十一年病逝，歷任丁酉科陝西鄉試考官，漢中府佛坪廳同知。